# Maddalena (przełęcz)
Przełęcz Maddalena (fr. Col de Larche, wł. Colle della Maddalena, dawniej Col de l'Argentière) – przełęcz na wysokości 1991 m n.p.m. w Alpach Zachodnich, w głównym grzbiecie wododziałowym Alp, oddzielająca Alpy Kotyjskie na północy od Alp Nadmorskich na południu. Przez przełęcz przebiega granica francusko-włoska.
Przełęcz stanowi połączenie pomiędzy francuską miejscowością Larche, położoną w bocznej odnodze doliny rzeki Ubaye, a włoską miejscowością Argentera, położoną w dolinie rzeki Stura. Przez przełęcz przebiega szosa (maksymalny wznios 8%), otwarta dla ruchu kołowego od maja do października.
Przełęcz znana była i używana do przekraczania grzbietu Alp już w czasach rzymskich. Niektórzy historycy przypuszczali, że przez nią wiodła trasa sławnej przeprawy Hannibala przez Alpy, co jednak w obliczu dzisiejszej wiedzy nie znajduje potwierdzenia. W 1515 przez Maddalenę wkroczył do Italii król Francji Franciszek I. W czasach austriackiej wojny sukcesyjnej (1740–1748), a następnie rewolucji francuskiej, w obawie przed inwazją wojsk austriackich lub piemonckich armia francuska wzniosła w Tournoux pod przełęczą szereg budowli obronnych. W latach 1839–1866 w tymże Tournoux Francuzi zbudowali potężne fortyfikacje w obawie przed atakiem ze strony włoskiej. W dwudziestoleciu międzywojennym w Saint-Ours, po francuskiej stronie przełęczy, zostały wzniesione żelbetowe fortyfikacje w ramach tzw. alpejskiej Linii Maginota.

## Galeria

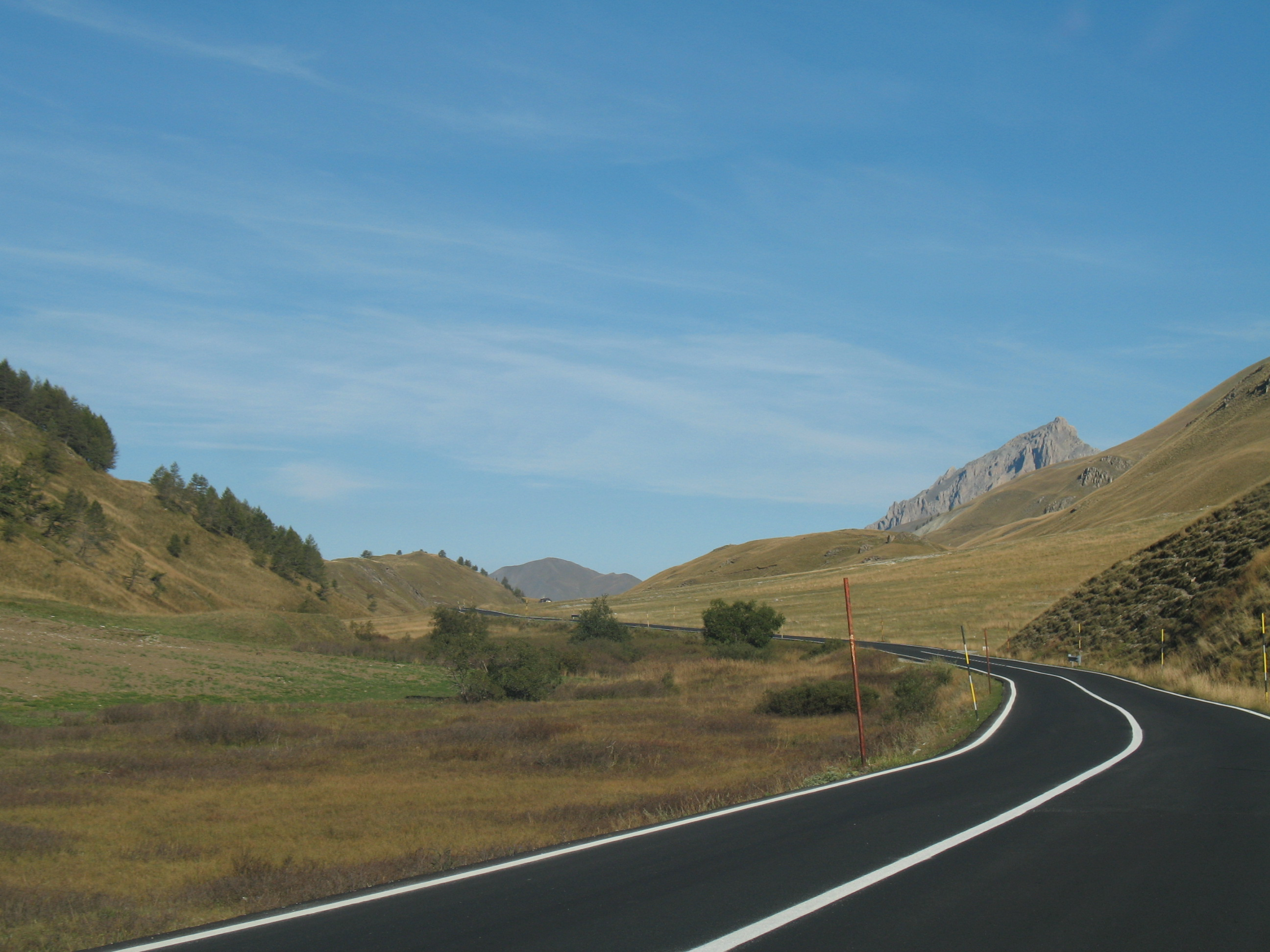
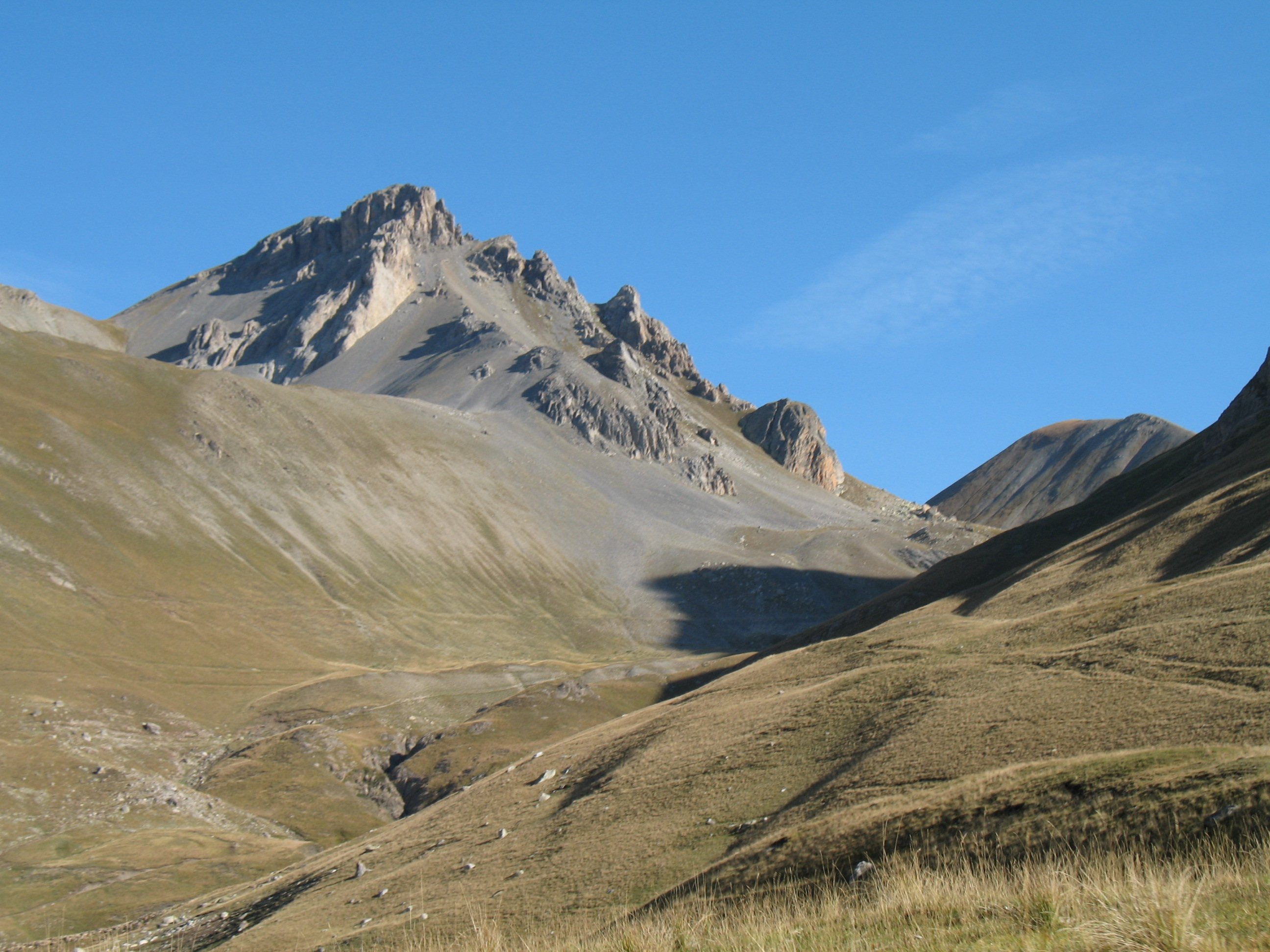